# تام گالیگان
تام گالیگان (انگلیسی: Tom Galligan؛ ۲۴ سپتامبر ۱۸۹۱ – ۱۰ مه ۱۹۶۵) فیلم‌بردار اهل ایالات متحده آمریکا بود.
از فیلم‌هایی که وی در آن‌ها نقش داشته‌است، می‌توان به فریادی در شب و مزاحم اشاره نمود.